# Gymnangium montagui
Gymnangium montagui är en nässeldjursart som först beskrevs av Chantal Billard 1912.  Gymnangium montagui ingår i släktet Gymnangium och familjen Aglaopheniidae. Inga underarter finns listade i Catalogue of Life.